# Обратноходов преобразувател
Обратноходов преобразувател (на английски: flyback converter) – разновидност на статичните импулсни преобразуватели на напрежения с галванично развързване на първичните и вторичните вериги.

## Принцип на работа на преобразувателя
Основен елемент на обратноходовия преобразувател е многонавивков натрупващ дросел, който често наричат трансформатор.
Различават се два основни етапа на работа на схемата: етап на натрупване на енергия в дросела от първичния източник на ток и етап на отвеждането на натрупаната енергия към вторичната верига (вторичните вериги).
При затваряне на ключа, към първичната намотка на дросела се подава напрежение от захранващия източник. В дросела започва да нараства магнитният поток и следователно – да се натрупва енергия. В качеството на ключ обикновено се използват транзистори. При затварянето на ключовия елемент (изключването на първичната намотка от захранващия източник), токът през първичната намотка рязко спада, индуктирайки ЕДН във вторичната намотка, което води до отпушване на диода. Във вторичната верига започва да протича ток, който едновременно зарежда кондензатора и захранва товара. По време на първия етап (етапът на натрупване на енергия), товарът се захранва само за сметка на заряда, получен от кондензатора по време на втория етап. Импулсите на тока в първичната верига се повтарят с честота от 1 kHz до 300 – 500 kHz (в зависимост от типа на преобразувателя). В резултат, във вторичната намотка протича ток с трионообразна форма. Регулирането на напрежението, захранващо товара се осъществява за сметка на изменението на честотата и/или запълването на токовите импулси в първичната намотка.

## Използване на обратноходовите преобразуватели
Обратноходовите преобразуватели са намерили широко приложение в качеството си на захранващ източник на различна апаратура с мощност до 200 – 250 W, като например телевизори, звукотехника и видеоапаратура, периферни устройства към компютърна техника и мн. други. Масово се използват също и в зарядни устройства за мобилни телефони и преносими компютри.
На базата на обратноходови преобразуватели също се изработват инверторни източници на ток за заваряване, тъй като товарната характеристика на обратноходовия преобразувател е стръмно падаща, което е оптимално от гледна точка на стабилизирането на дъгата. Тези преобразуватели се характеризират с много по-големи габарити в сравнение с правоходовите.

## Преимущества на обратноходовите преобразуватели
- имат значително по-малки габарити и тегло в сравнение с конвенционалните трансформатори на мрежова честота 50 Hz;
- като схема обратноходовия преобразувател притежава устойчивост на къси съединения в товара;
- има възможност за регулиране на изходното напрежения в широки граници, а също и поддържане на изискваното изходно напрежение при промени в напрежението на входа им;
- съставен е от малко количество елементи със сравнително ниска цена.
- тъй като в обратноходовия преобразувател натрупващият дросел се включва към източника на енергия и към товара в различни моменти, то прехвърлянето на смущения от източника към товара и назад е изключено. Това също е преимущество на обратноходовия преобразувател.

## Недостатъци на обратноходовите преобразуватели
- мощността е ограничена от енергията, която се натрупва в дросела (на практика – не повече от 200 – 250 W;
- по-високо ниво на електромагнитни смущения, създавани както в източника, така и в товара;
- конструктивно има малко по-големи размери в сравнение с други импулсни преобразуватели при същата мощност.

Широкото разпространение на обратноходовите преобразуватели доведе до появата на световния пазар на електронни елементи – специализирани интегрални схеми, които позволяват изграждането на обратноходови преобразуватели с минимален брой външни елементи (например интегралните схеми от серията TOPSwitch).